# El monstre (pel·lícula)
El monstre (títol original: Il Mostro) és una pel·lícula franco-italiana dirigida per Roberto Benigni i Michel Filippi estrenada l'any 1994. Ha estat doblada al català.

## Argument
L'inspector Frustalupi està desesperat i sense pistes. Després de divuit atacs a dones de la ciutat, el maníac segueix solt davant la impotència de la policia. Després d'un nou atac durant una exhibició de productes de jardineria, creu haver trobat un sospitós: Loris, un lladre d'estar per casa maldestre i prou innocent. Ara la policia busca agafar-lo in fraganti.

## Crítica
"No se la perdi"

## Repartiment
- Roberto Benigni: Loris
- Michel Blanc: Paride Taccone
- Nicoletta Braschi: Jessica Rossetti
- Dominique Lavanant: Jolanda Taccone
- Jean-Claude Brialy: Roccarotta
- Laurent Spielvogel: Frustalupi
- Ivano Marescotti: Pascucci
- Franco Mescolini: professor de Xinès
- Massimo Girotti: resident distingit
- Luciana Pieri Palombi: Claudia
- Vittorio Amandola: venedor d'antiguitats
- Rita Di Lernia: venedora d'antiguitats (Maria Rita Bresadola di Lernia)
- Gennaro Morrone: venedor de diaris
- Vincenzo Vitagliano: Lodger
- Giulio Turli: home gran